# August von Parsenow
August von Parsenow (* 1714; † 1765) war ein preußischer Landrat. Er stand dem Anklamschen Kreis in Altvorpommern vor.

## Leben
August von Parsenow entstammte der adligen Familie von Parsenow. Sein Vater Philipp Erdmann von Parsenow (1658–1752) war Landrat und Landesdirektor in Vorpommern. Seine Mutter war Magdalene Sophie von Grabow. Sein Bruder Otto Hans Carl von Parsenow (1710–1761) war Kammerdirektor in Minden.
August von Parsenow studierte ab September 1729 an der Universität Jena und ab September 1731 an der Universität Halle Rechtswissenschaften. Um 1739 wurde er Landrat des Anklamschen Kreises.
Er besaß die Güter Tutow, Zemmin, Klein Toitin und Wittenwerder. Während der Wert dieser Güter bei seinem Tode 39.600 Taler betrug, waren gleichzeitig Schulden in Höhe von 54.215 Talern aufgelaufen.
August von Parsenow war mit Dorothea Esther Elisabeth von Glasenapp verheiratet. Zu ihren Kindern gehörten Magdalena Sophie von Parsenow (* 1747), die mit dem preußischen Kriegsminister Heinrich Gottlieb von Kannewurff (1726–1799) verheiratet war, und Franz Friedrich Carl von Parsenow (1763–1793), der wie der Vater Landrat des Anklamschen Kreises wurde.